# Heliophanus agricola
Heliophanus agricola is een spinnensoort in de taxonomische indeling van de springspinnen (Salticidae).
Het dier behoort tot het geslacht Heliophanus. De wetenschappelijke naam van de soort werd voor het eerst geldig gepubliceerd in 1986 door Wanda Wesołowska.